# Peter Ettel
Peter Ettel (* 25. Juni 1960 in Ingolstadt) ist ein deutscher Prähistoriker.

## Wissenschaftlicher und beruflicher Werdegang
Peter Ettel studierte von 1981 bis 1989 Vor- und Frühgeschichte, Geschichte und Provinzialrömische Archäologie an der Ludwig-Maximilians-Universität München, der Christian-Albrechts-Universität zu Kiel und der Rheinischen Friedrich-Wilhelms-Universität Bonn. 1985 erlangte er den Titel Magister Artium mit einer Studie über jungbronzezeitliche Hortfunde im Karpatenbecken. 1989 wurde er in München mit einer Arbeit über Gräberfelder der Hallstattzeit aus Oberfranken promoviert. Von 1990 bis 1996 war er wissenschaftlicher Assistent von Walter Janssen am Lehrstuhl für Vor- und Frühgeschichte der Universität Würzburg und habilitierte sich 1996 mit einer Studie über frühmittelalterlichen Burgenbau in Nordbayern. Anschließend übernahm er bis 1998 als Oberassistent die stellvertretende Leitung des Instituts und die Lehrstuhlvertretung in Würzburg. 1998 wurde er Leiter der Abteilung Bodendenkmalpflege in Mecklenburg-Vorpommern und nahm Lehraufträge an der Universität Rostock wahr. 2000 wurde er auf den Lehrstuhl für Ur- und Frühgeschichte an der Friedrich-Schiller-Universität Jena berufen.
Seine Forschungsschwerpunkte liegen in der Eisenzeit in Europa, dem vor- und frühgeschichtlicher Burgenbau, der Vor- und Frühgeschichte in Thüringen und Mitteldeutschland sowie der Siedlungsarchäologie.

## Schriften
- Gräberfelder der Hallstattzeit aus Oberfranken (= Materialhefte zur bayerischen Vorgeschichte. Reihe A: Fundinventare und Ausgrabungsbefunde. Band 72). Lassleben, Kallmünz 1996, ISBN 3-7847-5072-9 (teilweise zugleich Dissertation, Universität München 1989).
- Karlburg – Rosstal – Oberammerthal. Studien zum frühmittelalterlichen Burgenbau in Nordbayern (= Frühgeschichtliche und provinzialrömische Archäologie. Band 5). 3 Bände. Leidorf, Rahden 2001, ISBN 3-89646-534-1 (zugleich Habilitationsschrift, Universität Würzburg 1997).
- Die vorgeschichtliche Höhensiedlung auf dem Alten Gleisberg (= Jenaer Archäologische Forschungen. Heft 1). Friedrich-Schiller-Universität, Jena 2015.
- mit Lukas Werther, Petra Wolters und Andreas Wunschel: Die Pfalz Salz und das Neustädter Becken – Lebensraum für Könige (= Jenaer Archäologische Forschungen. Heft 2). Friedrich-Schiller-Universität, Jena 2016.
- 150 Jahre Ur- und Frühgeschichtliche Sammlung der Universität Jena. Unter Mitarbeit von Enrico Paust, Ivonne Przemuß und Florian Schneider (= Jenaer Archäologische Forschungen. Heft 3). Friedrich-Schiller-Universität, Jena 2017.
- mit Sebastian Ipach und Florian Schneider: Salz in Mitteldeutschland. Salzsieder-Siedlungen der Bronze- und Eisenzeit (= Jenaer Archäologische Forschungen. Heft 4). Friedrich-Schiller-Universität, Jena 2017.
- Die Sammlung Ur- und Frühgeschichte am Lehrstuhl UFG der Friedrich-Schiller-Universität Jena in Lehre, Forschung und Ausstellungen. Unter Mitarbeit von Enrico Paust, Ivonne Przemuß und Florian Schneider (= Jenaer Schriften zur Vor- und Frühgeschichte. Band 9). Beier & Beran, Langenweißbach 2020, ISBN 978-3-95741-141-9.
- mit Maximilian Mewes, Enrico Paust, Ivonne Przemuß und Florian Schneider: Der Jenzig. Höhensiedlung und Hortfunde der Bronzezeit in und bei Jena (= Jenaer Archäologische Forschungen. Heft 9). Friedrich-Schiller-Universität, Jena 2022.
- Mühlen Eichsen – Gräberfeld der vorrömischen Eisenzeit. Band 1: Südgruppe (= Jenaer Schriften zur Vor- und Frühgeschichte. Band 14). 3 Teilbände, Beier & Beran, Langenweißbach 2024, ISBN 978-3-95741-220-1.
- Das Gräberfeld der vorrömischen Eisenzeit von Mühlen Eichsen (= Jenaer Archäologische Forschungen. Heft 10). Friedrich-Schiller-Universität, Jena 2024.